# クレトキシリナ
クレトキシリナ（学名： Cretoxyrhina）は、前期白亜紀のアルビアンから後期白亜紀のカンパニアンまで生息していたサメ。鋭い歯がギンス社製のナイフと類似することから、タイプ種であるC. mantelliは俗にギンスシャークとも呼称される。
クレトキシリナの化石は世界中で発見され、特に北アメリカの当時の西部内陸海路で発見される頻度が高い。絶滅したサメとしては最も理解が進んでいるものの1つであり、保存状態の良い化石が複数発見されている。形態学的特徴や生態的地位は現代のホオジロザメと類似している。

## 学名
学名は「白亜紀の鋭い吻部」を意味するが、クレトキシリナの吻部は実際にはそこまで鋭くはないとされている。C. mantelliはイグアノドンを発見したことで知られるイギリスの古生物学者ギデオン・マンテルにちなんだ種小名を与えられている。C. denticulataは「小さな歯を持つ」という意味の種小名を与えられており、これは同種の歯の大半に咬頭と呼ばれる突起が見られたことに由来する。Vraconensisは地名ヴラコンにちなんでいる。

## 系統発生と進化
体格・骨格・生態的地位の点でクレトキシリナはホオジロザメと類似しているが、両者は近縁ではなく、これは単なる収斂進化の結果とされている。2005年の分子遺伝学による系統発生解析では、クレトキシリナが現代のオナガザメと同種である可能性が指摘された。しかしクレトキシリナの遺伝子コードが完全なものではないことから結果が不確定であり、結論を下すには早いとして、同研究ではクレトキシリナをクレトキシリナ科に残留させることが推奨された。
2014年に提唱された新たな進化モデルでは、C. mantelliがイスルスの種であり、前期白亜紀のアプチアンから始まったイスルスの系統の広がりの一部であることが示唆された。このモデルにおいてイスルスはC. appendiculatusを起源とし、セノマニアンの初期にC. mantelliに進化し、暁新世でC. schoutedentiとC. praecursorへ進化した。この研究ではカンパニアン以降でC. mantelliの化石が発見されていないのは絶滅したためではなく単に化石記録がまだ見つかっていないだけであるとしているが、他の古生物学者からは否定されている。

## 形態

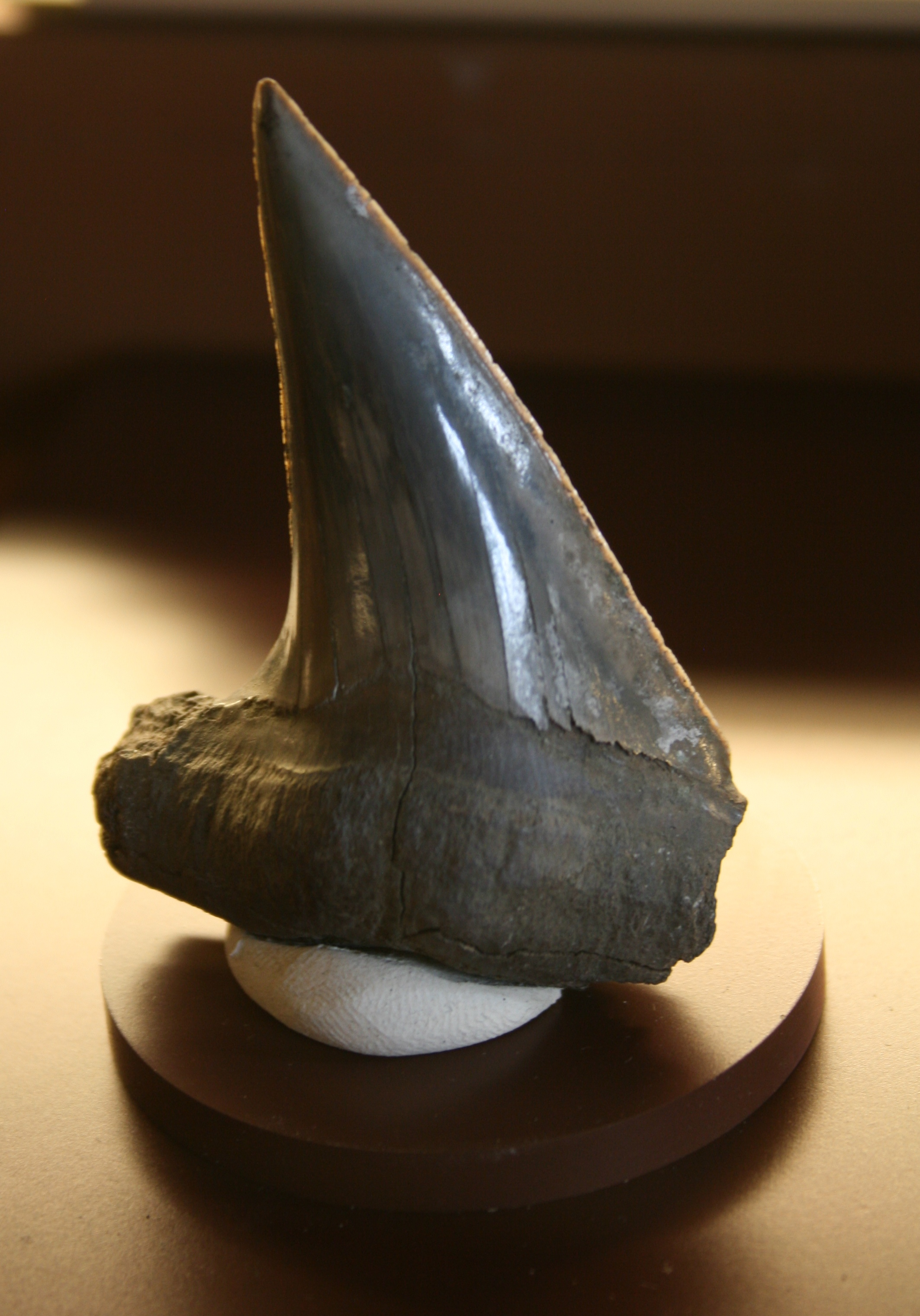
歯

クレトキシリナは先述のように理解が進んでいる古代ザメの1つであり、保存状態の良い標本から詳細な形態が判明している。
7センチメートルに達する湾曲した歯が発見されており、最大の歯は8センチメートルに達したと推定される。滑らかな縁を持ち厚いエナメル層に覆われていた。クレトキシリナの顎には7列の歯列が存在し、上顎には1列ごとに34本、下顎には1列ごとに36本の歯が並んでいた。
C. mantelliは最大8メートル以上、体重5トンに達し、これは最大のホオジロザメを超過している。

## 生態

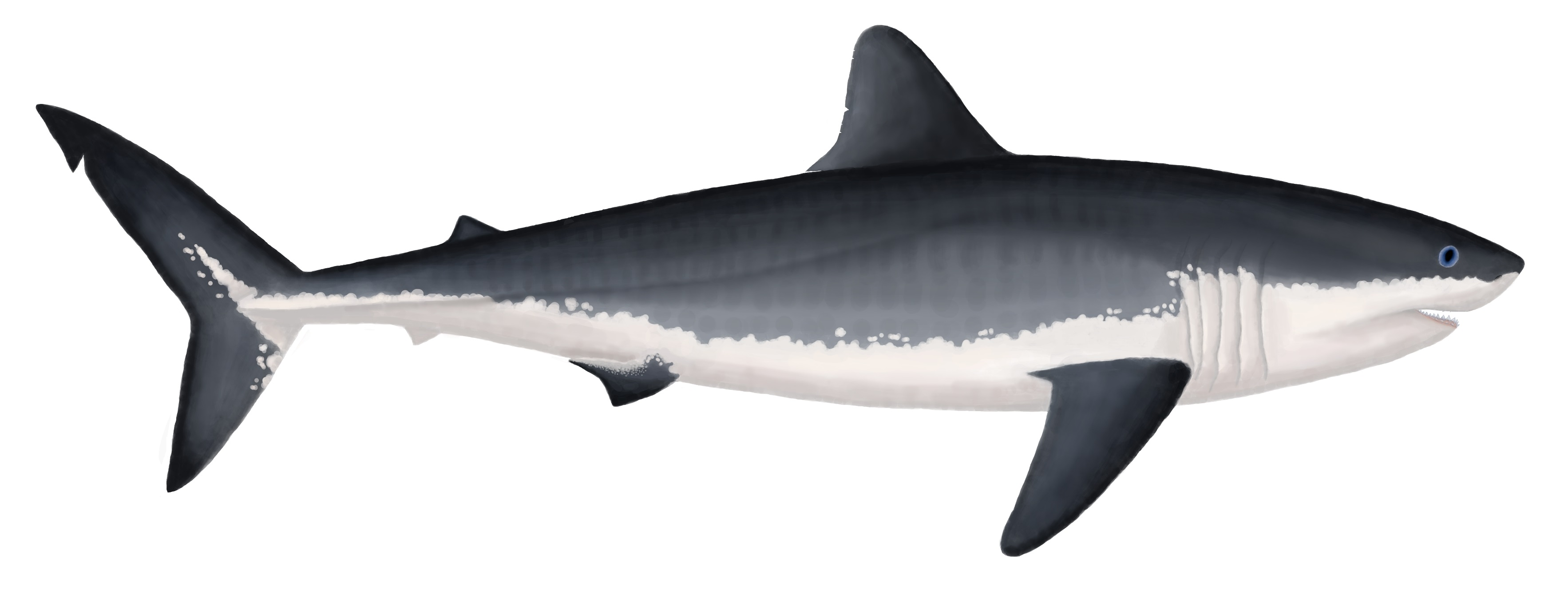
復元図

クレトキシリナは当時における最大のサメで非常に強力な捕食者であった。モササウルス類、エラスモサウルス（プレシオサウルス類）、シファクテヌス（硬骨魚類アーケロン（プロトステガ科のカメ）、プテラノドンなど様々な海洋生物を捕食していたことが化石記録から判明している。
クレトキシリナは最も速く泳ぐサメの一種でもあり、流体力学的計算によると爆発的な速度は時速70キロメートル（43マイル）にも達すると示唆されている。

## 発見
1843年に初めてスイスの自然愛好家ルイス・アガシズによって後にC.mantelliと命名される化石が同定された。最も完全な骨格は1890年にチャールズ・Ｈ・スターンバーグが発見し、1907年に発表された。この標本はほぼ完全に連続した脊柱と250本の歯が含まれていたが、サメの骨格は軟骨で構成されているため化石化しにくく、このように保存されることは非常に希である。カンザス州ゴーヴ郡ハックベリークリークから発掘されたこの標本は全長6.1メートルのサメと推定され、チャールズによりOxyrhina mantelliと命名された。
後に他の標本が発見された。1891年にジョージ・スタンバーグが発見した標本はミュンヘンの博物館に保管され、全長6.1メートルと報告された。この標本は第2次世界大戦においてミュンヘン爆撃で破壊された。